# Municipalità distrettuale di Metsweding
La municipalità distrettuale di Metsweding (in inglese Metsweding District Municipality) era un distretto della provincia di Gauteng e il suo codice di distretto era DC46; nel 2011 è stato soppresso e accorpato nella municipalità metropolitana di Tshwane.
La sede amministrativa e legislativa era la città di Bronkhorstspruit e il suo territorio si estendeva su una superficie di 4.062 km².

## Geografia fisica

### Confini
La  municipalità distrettuale di Metsweding confinava a nord con quella di Waterberg (Limpopo), a est e a sud con quella di Nkangala (Mpumalanga), a ovest con quella di Bojanala (Nordovest), a sudovest con il municipio metropolitano di Ekurhuleni e a ovest con il municipio metropolitano di Tshwane.

### Suddivisione amministrativa
Il distretto era suddiviso in 2 municipalità locali:
- Kungwini
- Nokeng tsa Taemane